# IV. Károly spanyol király
IV. Károly (spanyolul: Carlos IV de España; Portici, 1748. november 11. – Róma, 1819. január 20.), a Bourbon-házból származó spanyol infáns, Asztúria hercege, aki apját követően Spanyolország királya volt 1788-tól 1808-ig, a francia invázió elleni függetlenségi háborúig, amikor is kénytelen volt lemondani fia, a majdani VII. Ferdinánd javára.

## Élete
IV. Károly 1748. november 11-én született Porticiben szüleinek hetedik gyermekeként. Tizenkét éves korától félárva volt, ekkor halt meg ugyanis harminchat éves korában az édesanyja.
Édesapja a Bourbon-házból való VIII. Károly, Nápoly királya, V. Károly néven Szicília királya, a későbbi III. Károly spanyol király (1716–1788) volt, V. Fülöp spanyol királynak (1683–1746) és Farnese Erzsébet pármai hercegnő (1692–1766) fia.
Édesanyja a Wettin-házból való Mária Amália Krisztina szász hercegnő, lengyel királyi hercegnő (1724–1760) volt, III. Ágost lengyel királynak (II. Frigyes Ágost szász választófejedelemnek, 1696–1763) és Habsburg Mária Jozefa főhercegnőnek (1699–1757) leánya, Nápoly és Szicília, majd Spanyolország királynéja (Reina María Amalia de Sajonia).
Amikor 1759-ben VI. Ferdinánd halála folytán megüresedett a spanyol trón, és apja lemondott Nápoly-Szicíliáról másodszülött fia, IV. Ferdinánd javára, a 11 éves Károly családjával együtt Madridba költözött, ahol még ugyanez évben a spanyol trónörököst megillető Asztúria hercege címet kapta apjától. Tizenhét éves korában 1765-ben megnősült, feleségül vette első unokatestvérét, a 13 éves Mária Lujza Bourbon–parmai hercegnőt, apai nagybátyjának, Fülöp Bourbon-parmai hercegnek leányát.
1788. december 14-én, amikor apja elhunyt, Károly már mintegy huszonkilenc éve viselte Asztúria hercegének címét. Negyvenéves korában, IV. Károly néven lépett a Spanyolország trónjára. Uralkodása alatt a tényleges hatalom az udvari kamarilla, feleségének, Mária Lujza királynénak, és kegyencének, Manuel Godoy főminiszternek kezében volt. A francia forradalom hatására Károly visszavonta apja reformjait, és 1793–1795 között kudarccal végződő háborút viselt a forradalmi Franciaország ellen. Országa szövetségbe kényszerült a napóleoni Franciaországgal, és részt kellett vennie annak háborúiban, emiatt teljesen elvesztette önállóságát.
Az 1807-ben kezdődött francia megszállás ellen 1808-ban népi felkelés tört ki. Ennek hatására 1808. március 17-én Károly lemondott a trónról fia, a későbbi VII. Ferdinánd javára. Károly ezután feleségével, és annak szeretőjével, Manuel Godoy-jal együtt Franciaországba menekült, ahol arra kényszerítették, hogy vonja vissza a fia javára szóló lemondási nyilatkozatát, és újra mondjon le Napóleon bátyja, Joseph Bonaparte javára. A királyi családot a franciák „védőőrizetbe” vették. A Napóleonnal szembeszegült VII. Ferdinánd az ellenállás és a függetlenség szimbólumává vált, szemben apjával, IV. Károllyal, akit francia kollaboránsnak tekintettek.
A francia katonai vereségek hatására 1813 végén Napóleon császár felajánlotta a spanyol koronát VII. Ferdinándnak, aki az 1813. december 13-án megkötött valençay-i szerződésben azt el is fogadta. 1814 márciusában visszatért Madridba, alattvalóinak lelkesedése és ünneplése közepette elfoglalta apja trónját, és haláláig, 1833-ig uralkodott.
IV. Károly utolsó éveit Rómában töltötte, ott is halt meg feleségének halála után néhány nappal, 1819. január 20-án. A spanyol Bourbonok hagyományos temetkezőhelyén, a madridi San Lorenzo de El Escorial-i királyi kolostorban temették el.

## Házassága és gyermekei

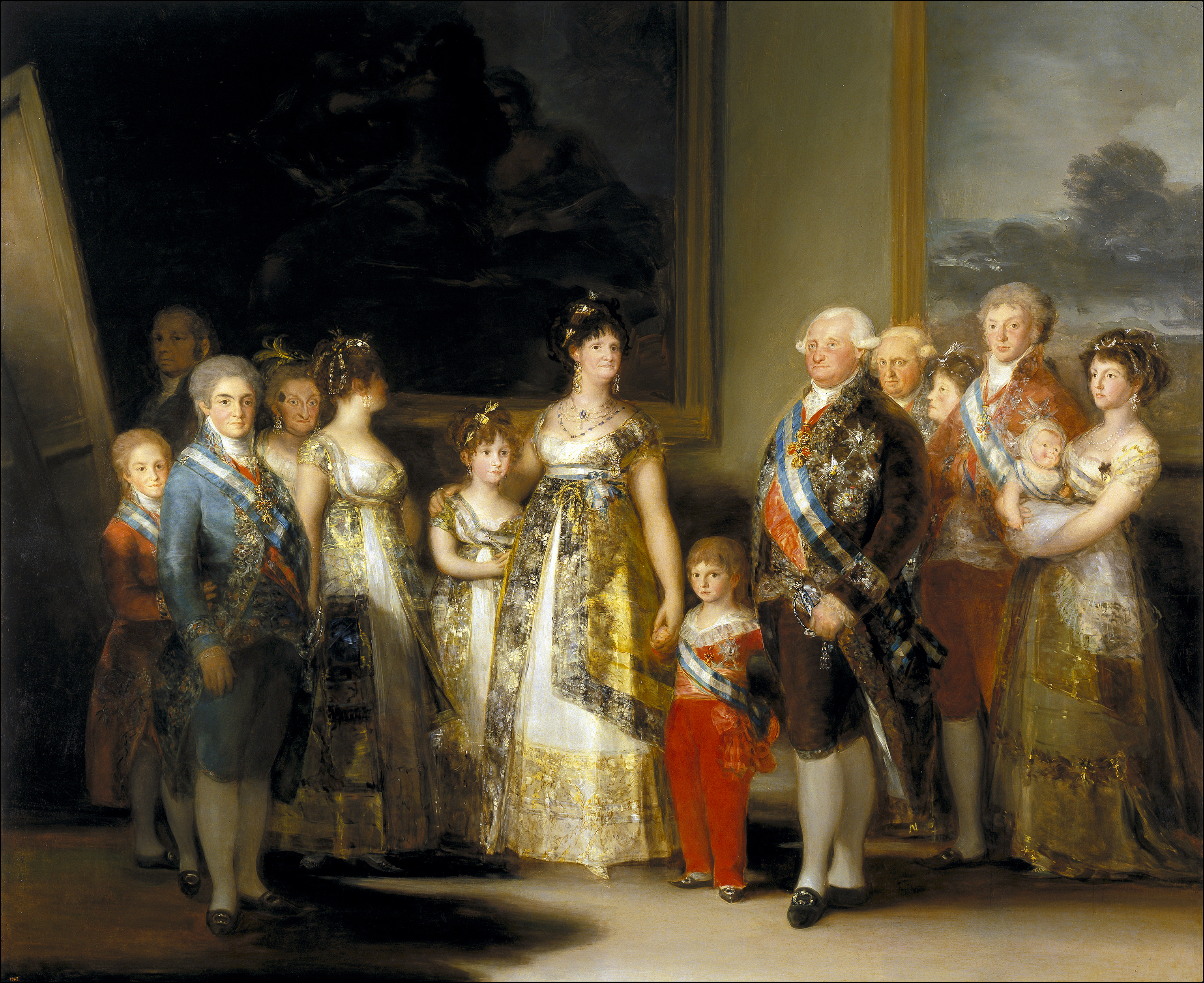
Francisco de Goya: IV. Károly és családja

Károly infáns felesége a Bourbon-ház pármai ágából való Mária Lujza Bourbon–parmai hercegnő, egyben első-unokatestvére lett. Mária Lujza hercegnő volt I. Fülöp parmai herceg (Károly apai nagybátyjának) és Lujza Erzsébet francia királyi hercegnő (XV. Hőnszeretett Lajos francia király leányának) harmadik, egyben legfiatalabb gyermeke. Házasságukra 1765. szeptember 4-én került sor San Ildefonsóban, Károly infáns tizenhat és Mária Lujza tizenhárom éves korában. Kettőjük kapcsolatából összesen tizennégy gyermek született, melyek közül hét érte meg a felnőttkort. Gyermekeik:
- Károly Kelemen infáns (1771. szeptember 19. – 1774. március 7.), kisgyermekként meghalt
- Sarolta Johanna infánsnő (1775. április 25. – 1830. január 7.), VI. János portugál király felesége lett
- Mária Lujza infánsnő (1777. szeptember 11. – 1782. július 2.), fiatal korában elhunyt
- Mária Amália infánsnő (1779. január 10. – 1779. január 9.), nagybátyja, Antal Paszkál infáns hitvese
- Károly Dominik infáns (1780. március 5. – 1783. június 11.), kisgyermekként meghalt
- Mária Lujza infánsnő (1782. július 6. – 1824. március 13.), I. Lajos etruriai király felesége
- Károly Ferenc infáns (1783. szeptember 5. – 1784. december 11.), ikertestvérével kisgyermekként elhunytak
- Fülöp Ferenc infáns (1783. szeptember 5. – 1784. október 18.), Károly Ferenccel gyermekként elhunytak
- Ferdinánd Ferenc infáns (1784. október 14. – 1833. szeptember 29.), apját követvén spanyol király
- Károly Mária Izidor infáns (1788. március 29. – 1855. március 10.), trónkövetelő unokahúgával, II. Izabellával szemben
- Mária Izabella infánsnő (1789. július 6. – 1848. szeptember 13.), I. Ferenc nápoly–szicíliai király második felesége lett
- Mária Terézia infánsnő (1791. február 16. – 1794. november 2.), fiatal korában elhunyt
- Fülöp Mária infáns (1792. március 28. – 1794. március 1.), kisgyermekként meghalt
- Ferenc de Paula infáns (1794. március 10. – 1865. augusztus 13.), Cádiz hercege

## Galéria

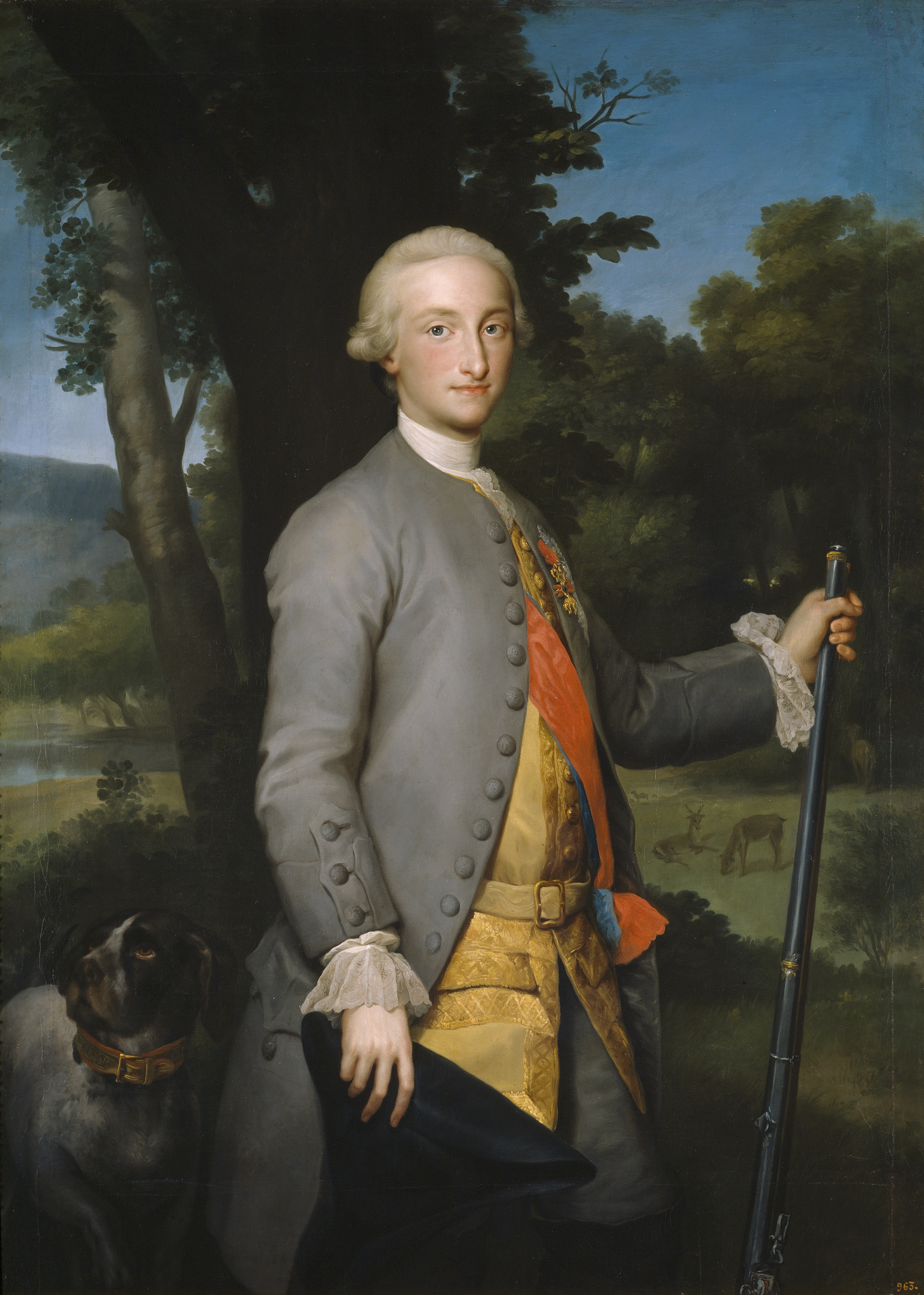
Az ifjú trónörökös, Asztúria hercege, a későbbi IV. Károly 1765-ben.
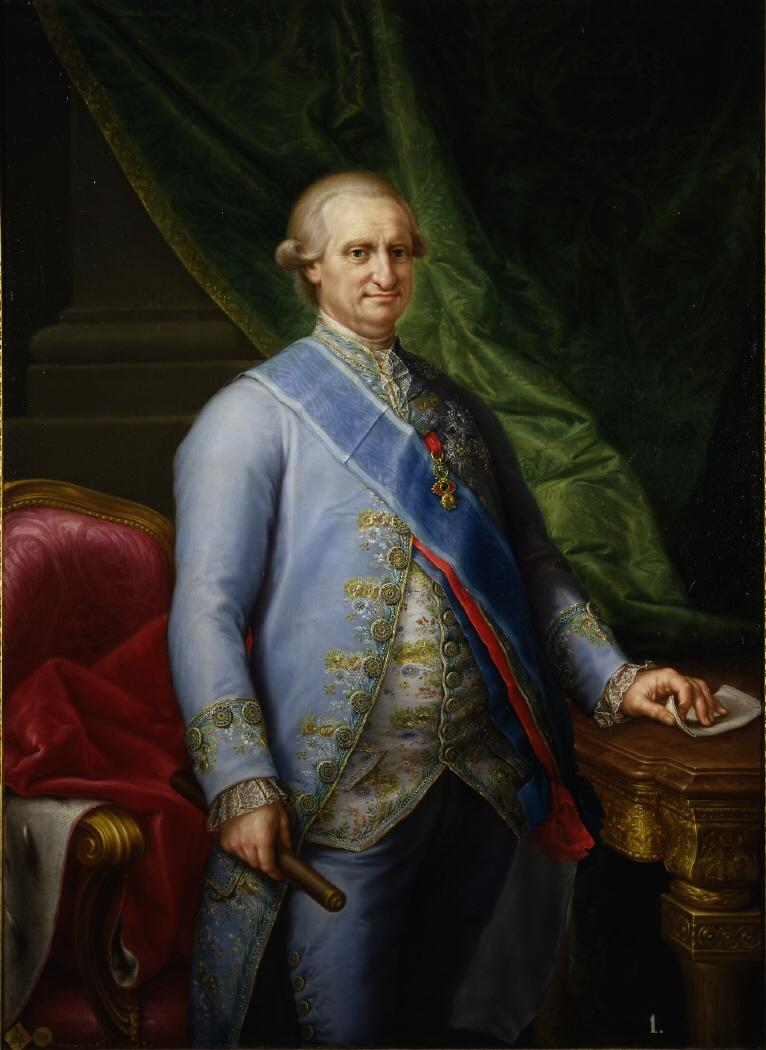
IV. Károly spanyol király hivatalos uralkodói portréja.
A spanyol világbirodalom 1790-ben.
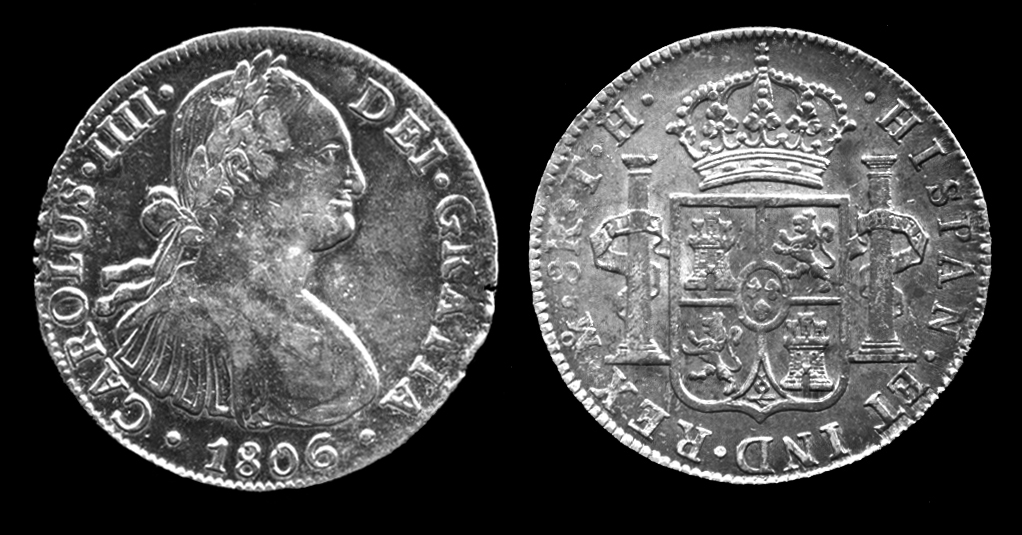
IV. Károly 8 reálos ezüstérméjének elő- és hátoldala, az uralkodó portréjával és a Spanyol Királyság címerével. Előoldali felirataː CAROLUS IIII DEI GRATIA 1806 (IV. Károly Isten kegyelméből 1806), hátoldali felirataː HISPAN[IARUM] ET IND[IARUM] REX M[EXICO] 8 R[EALES] TH (Spanyolország és az Indiák királya, Mexikó, 8 reál). A spanyol 8 reálos 25,563 gramm színezüstöt tartalmazott, évszázadokig a világ legfontosabb kereskedelmi érméje volt.
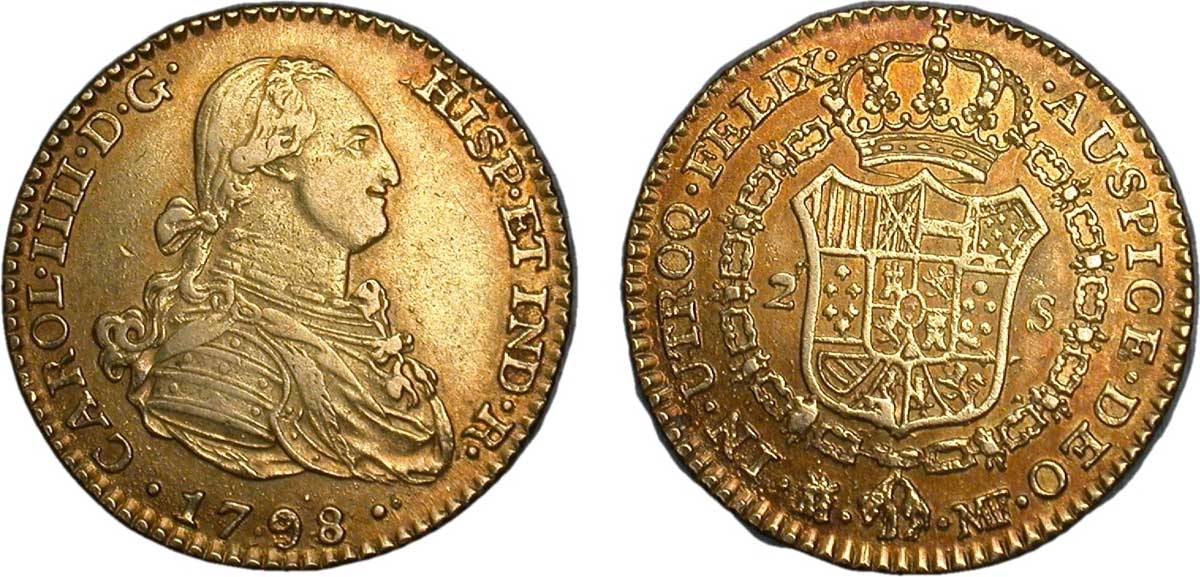
IV. Károly 2 escudós aranyérméjének elő- és hátoldala, az uralkodó portréjával és a Spanyol Királyság címerével.
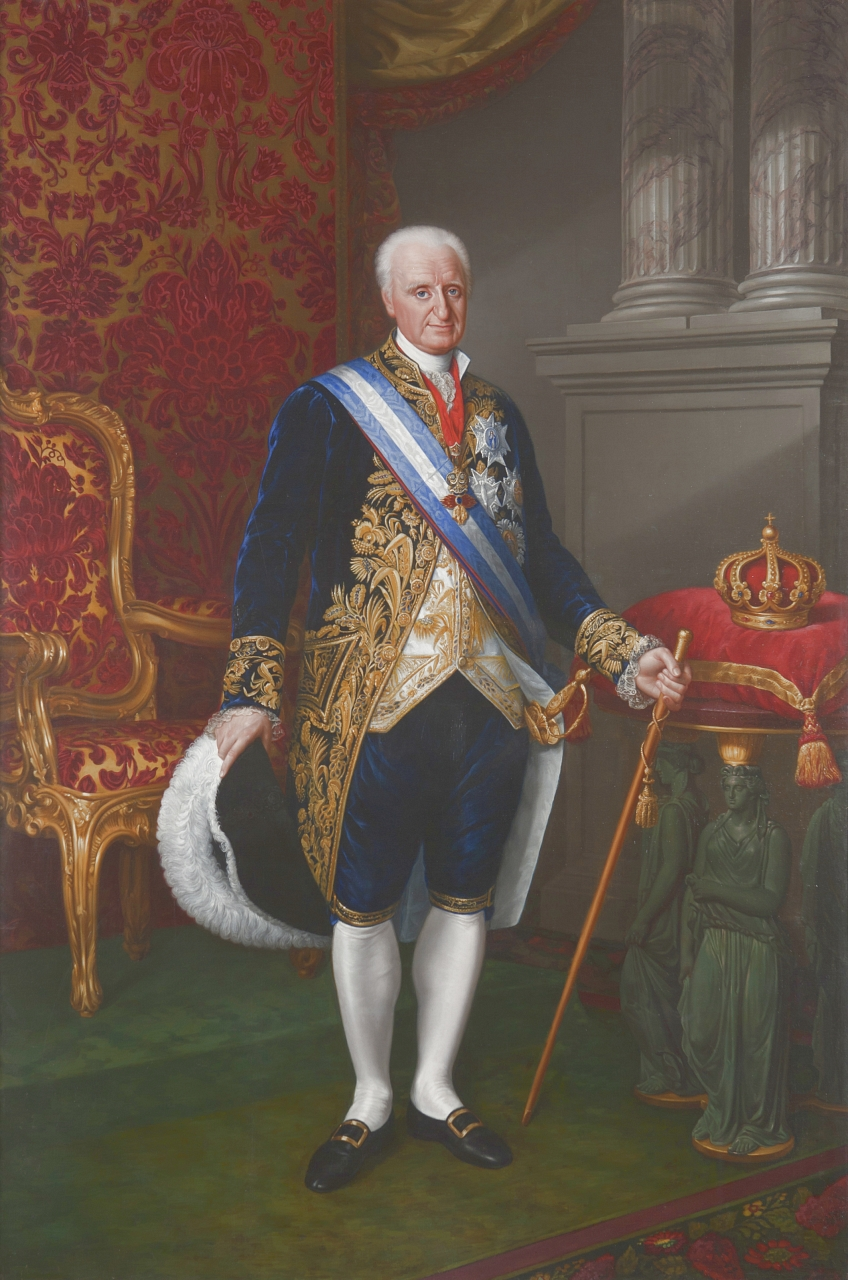
IV. Károly exkirályként, 1818-ban.